# Vale do Peso
Vale do Peso ist ein Ort und eine ehemalige Gemeinde (Freguesia) im portugiesischen Kreis (Concelho) von Crato mit 258 Einwohnern (Stand 30. Juni 2011).
Am 29. September 2013 wurden die Gemeinden Vale do Peso und Flor da Rosa zur neuen Gemeinde União das Freguesias de Crato e Mártires, Flor da Rosa e Vale do Peso zusammengeschlossen.

## Geschichte
Funde belegen eine vorgeschichtliche Besiedlung. Aus der römischen Zeit ist eine Brücke erhalten geblieben. Aus der Zeit bis zum Abschluss der portugiesischen Reconquista ist nichts Konkretes über den Ort bekannt. Die heutige Ortschaft wurde vermutlich nach 1230 neu besiedelt, als König D.Sancho II. das Gebiet dem Hospitaliterorden gab. Die heutige Gemeinde wurde im 15./16. Jahrhundert geschaffen.
Im Verlauf des Restaurationskrieges im 17. Jahrhundert und insbesondere während der Napoleonischen Invasionen Anfang des 19. Jahrhunderts erlitt der Ort starke Zerstörungen. Im März 1811 lagerten hier französische Truppen auf ihrem Rückzug.

## Kultur und Sehenswürdigkeiten
Neben einer Vielzahl Steinbrunnen, einfachen und herrschaftlichen historischen Wohnhäusern, der römischen Brücke und dem Bahnhofsgebäude stehen zudem verschiedene archäologische Ausgrabungsstätten unter Denkmalschutz. Die ebenfalls denkmalgeschützte Gemeindekirche Igreja Paroquial de Vale do Peso (auch Igreja de Nossa Senhora da Luz) aus dem 15./16. Jahrhundert wurde 1660 umfassend umgestaltet.

## Wirtschaft
Die Gemeinde ist landwirtschaftlich geprägt. Viehzucht und Forstwirtschaft, die Produktion von Kork und Olivenöl, und der Anbau von Gemüse und Getreide, insbesondere Roggen, sind die wesentlichen Wirtschaftszweige der Gemeinde. Das Baugewerbe ist ein weiterer Faktor der lokalen Wirtschaft, neben etwas Handel und Verwaltung. Die portugiesische Post CTT Correios de Portugal unterhält hier eine Filiale.

## Verkehr
Vale do Peso war ein Haltepunkt der Eisenbahnstrecke Ramal de Cáceres, bis die Bahngesellschaft CP 2011 den Personenverkehr auf der Strecke einstellte.
Der Ort liegt unweit der Nationalstraße N245, die 7 km südlich zur Kreisstadt Crato und 10 km nördlich zur IP2 (hier auch Europastraße E 802) bei Alpalhão führt.
Die Gemeindeverwaltung bietet freitags einen kostenlosen Shuttlebus in die Kreisstadt Crato.